# Giù la testa
Giù la testa (bra Quando Explode a Vingança; prt Aguenta-Te Canalha!, ou Aguenta-Te Canalha) é um filme italiano de 1971, do gênero faroeste, dirigido por Sergio Leone.
É o segundo filme da trilogia Era uma vez... do diretor: o primeiro foi C'era una volta il West, e o último, Once Upon a Time in America. É também o último western de Leone.[carece de fontes?]

## Sinopse
É a história de dois homens, do bandido mexicano Juan Miranda e o revolucionário irlandês Sean Mallory, que se encontram durante a turbulenta Revolução Mexicana. Juan, ao descobrir que Sean é um perito em explosivos, tenta convencê-lo a usar seus conhecimentos num roubo a um grande banco em Mesa Verde. O irlandês, no entanto, atormentado pelo passado, passa a se interessar cada vez mais pela causa dos revolucionários mexicanos.[carece de fontes?]

## Elenco
- James Coburn - John (Sean) H. Mallory
- Rod Steiger - Juan Miranda
- Romolo Valli - Dr. Villega
- Antoine Saint-John - Gutierez/Cel. Günther Reza
- Rik Battaglia - Santerna (como Rick Battaglia)
- Franco Graziosi - General/Governador Huerta